# Radio Chișinău
Radio Chișinău est le nom de l'une des stations de radio publiques de Roumanie. Née le 9 octobre 1939, elle est la plus ancienne station de radio de Chișinău. Elle dépend de la compagnie d'état Société roumaine de radiodiffusion et émet depuis des studios installés dans la capitale du pays, Chișinău.

## FM Frequencies
- Chișinău : 89,6
- Ungheni : 93,8
- Tighina : 106,1
- Cahul : 93,3
- Edineț : 104,6
- Briceni : 102,6
- Drochia : 93,8

## Images

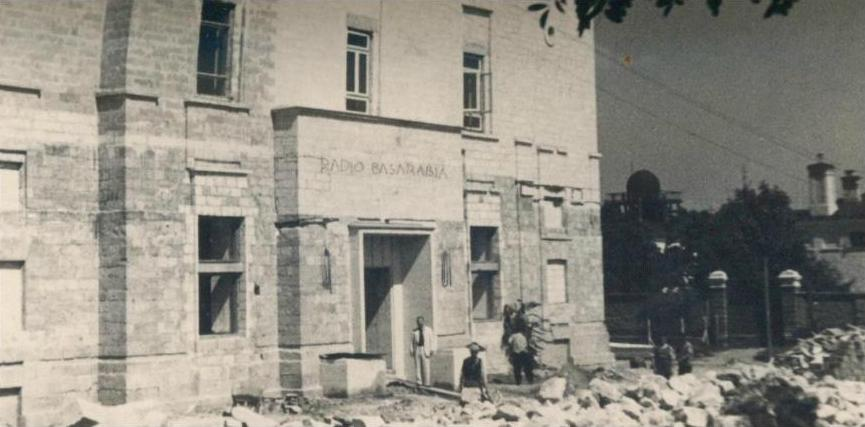
Radio Chișinău, 1937
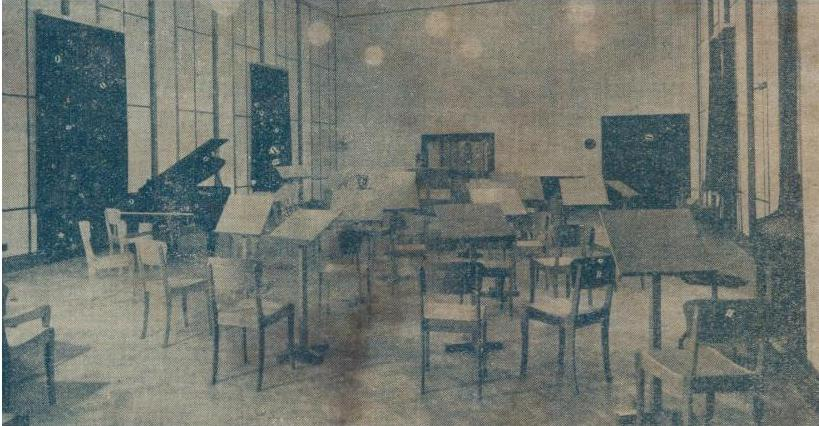
Radio Chișinău, 1940